# Mladen Šarčević
Mladen Šarčević, cyr. Младен Шарчевић (ur. 22 stycznia 1957 w Belgradzie) – serbski nauczyciel i przedsiębiorca branży edukacyjnej, od 2016 do 2020 minister edukacji i nauki.

## Życiorys
Ukończył szkołę podstawową i średnią w Belgradzie, a następnie studia z zakresu geografii na Uniwersytecie w Belgradzie. Od 1979 pracował jako nauczyciel geografii, na początku lat 90. obejmował stanowisko dyrektora placówek oświatowych. Był jedną z pierwszych osób działających w regionie w szkolnictwie prywatnym. Brał udział w założeniu kilku prywatnych szkół w Serbii i Czarnogórze. Później został dyrektorem generalnym centrum edukacyjnego „Ruđer Bošković” w Belgradzie.
W sierpniu 2016 nominowany na ministra edukacji, nauki i rozwoju technologicznego w drugim gabinecie Aleksandara Vučicia. Pozostał na tej funkcji również w utworzonym w czerwcu 2017 rządzie Any Brnabić. Zakończył urzędowanie w październiku 2020.